# Montalvo (Constância)
Montalvo es una freguesia portuguesa del municipio de Constância, con 12,51 km² de área y 1.081 habitantes (2001). Densidad: 86,4 hab/km².

## Economía
La principal actividad económica es la agricultura (con especial atención a la olivicultura y horticultura). Existe además uma pequeña industria de plásticos y pequeños comercios.
- Datos: Q10567153
- Multimedia: Montalvo (Constância) / Q10567153